# Oreopanax urubambanus
Oreopanax urubambanus är en araliaväxtart som beskrevs av Hermann Harms. Oreopanax urubambanus ingår i släktet Oreopanax och familjen Araliaceae. Inga underarter finns listade.